# おれは鉄兵
『おれは鉄兵』（おれはてっぺい）は、ちばてつやによる日本の漫画、およびそれを原作とするテレビアニメ。原作は『週刊少年マガジン』（講談社）にて1973年33号から1980年20号まで連載された。1976年の第7回講談社出版文化賞児童まんが部門を受賞。1977年にはテレビアニメ化された。

## 概要
山奥で育った野生児・上杉鉄兵が父親の実家である上杉家や、学園で騒動を巻き起こす姿を描いた作品。作者のちばにとっては『ハリスの旋風』以来の学園漫画となり、両作品とも型破りな主人公が騒動を巻き起こす展開は共通するが、『ハリスの旋風』の主人公・石田国松が多種多様なスポーツに挑戦するのに対し、本作の主人公・鉄兵は剣道のみに挑戦する。
これについて、ちばは「全体を読めば確かに剣道マンガなんですけど、最初の方は剣道の『け』の字もない。ただ、野生児を描こうと思っていただけです」と語っている。また、野生児を題材として選んだ理由については、塾通いの時間に追われて友達との遊びもままならない東京近郊の子供たちを憂い、「まずいなぁ、こういう子が大人になったらどうなるんだろうなぁ」という気持ちからだとしている。
単行本は、『週刊少年マガジン』版元の講談社からは講談社コミックス (KC) 版全31巻、KCスペシャルのワイド版全18巻、講談社漫画文庫版全12巻が発売。他にホーム社から『ちばてつや全集』として全21巻が、集英社から集英社ホームリミックス版全13巻が発売されているが、ホームリミックス版には初期と末期の財宝発掘エピソードが収録されていない。
1976年11月から1981年3月にかけて、練馬区が発行する広報誌『ねりまのこども』において、『テッペーくん』というタイトルの4コマ漫画を全17回にわたって連載した。本作の主人公・鉄兵が中学生であるのに対し、小学生という設定となっている。

## 評価
本作は主人公の奔放さに振り回され、それまでの常識を揺さぶられていく周囲の人々の姿をコミカルに描いているが、本作の連載は「塾通いとテレビ」の子供が目立つようになった時期にあたり、そうした子供たちへアンチテーゼを示す狙いがあったと見られている。
詩人、映像作家の鈴木志郎康は、世の中の決まりを一時的に破壊して読者の気分を晴れさせる、そうした場面を次々に繰り返す作品を「痛快マンガ」としているが、本作はその代表的なものと位置付けている。鈴木は本作について「作者は、この少年（主人公・上杉鉄兵）が生まれも育ちも特別であることを描いて、一般の少年との間を断ち切っているが、そのことによって、鉄兵は少年たちのアイドルになれるのである」「そのときそのときの、鉄兵が活躍する場面に胸を躍らせ、痛快味を味わい、自分の中に埋もれているかもしれない野生を夢見ればよいのである」と評している。
漫画編集者、白泉社代表取締役社長の鳥嶋和彦は最も読みやすい漫画として本作を挙げている。鳥嶋は集英社の新人時代、意に反して漫画に関わることになるも、片っ端から漫画を読み漁るうちに本作に辿り着き、「なぜこのコマ割りで、なぜこのアングルなのか」を、分析しながら繰り返し読んだという。本作の読みやすさについて、鳥嶋は「たぶん手塚治虫と比較すると分かりやすいんだよね。一言で言うと、手塚さんのコマ割りはストーリー展開の「理屈」に沿ってるけど、ちばてつやのそれは読者の「感情」に沿ってるんだよ」と評している。

## あらすじ
明泉の山奥で父と二人で埋蔵金発掘をしながら育った野生児・上杉鉄兵は、学校にも行かずに野山で自由奔放に暮らしていた。畑の作物を荒らしたり、不法所持するダイナマイトで警察署を爆破したりと、地元では悪名をとどろかせていた上杉親子だが、実は12年前から行方知らずとなっていた東京の名家の主と三男坊だったのだ。
鉄兵は父親とともに家へと連れ戻され、半ば強制的に入学させられた王臨学園では厳格な校風に馴染めず、次々と問題を起こす。その一方、かつてケンカで身につけた剣道で不良たちを返り討ちにしたり、剣道部主将に勝利するなどの活躍を見せ、一躍学園の有名人となるが、成績不振と素行不良を理由に王臨を退学させられる。
その後、猛勉強のすえに編入した剣道の名門・東台寺学園では、練習試合で先輩たちとの激闘を制し、さらには関東大会の中学生の部で団体戦・個人戦を両制覇するという大快挙を成し遂げた。しかし、学園の裏山を全焼させるという大事件を起こして停学処分となってしまった鉄兵は、謹慎中の家から飛び出し、明泉の山で父や仲間たちとともに再び埋蔵金発掘をするのだった。

## 登場人物

### 上杉家
上杉鉄兵
声 - 野沢雅子
中学2年生。山育ちの野生児だったが、東京の名門・上杉家の三男だということが発覚し、家へ連れ戻される。大酒飲みのイカサマ師で女好きという、中2とは思えない奔放な性格は父親譲り。また、小さな体ながら高い運動能力と果てしないスタミナの持ち主であり、先輩や先生からのシゴキをものともしない。
剣道については誰かに教えを請うことはなく、ほぼ完全な我流。防具を用いず、基本を無視したハチャメチャな「ケンカ剣法」を、王臨剣道部の下級生たちとともにあみ出し、上級生たちをきりきり舞いさせた。相手の欠点や弱点を見抜く才能に長け、他人の技を盗むのも得意。勝負に勝つことに手段を選ばず、プライドも捨てて卑怯な手段を用いるため、剣道部の先輩にそのことを何度もいさめられている。
上杉広美
声 - 今西正男
鉄兵の父。冬眠前の熊のような髭面の巨漢で、かつては大蔵省主計局に勤める役人だった。12年前に鉄兵とともに家を飛び出し（正確には鉄兵は広美が持ち出した荷物に紛れ込んでいた）、各地で埋蔵金の発掘を行っていた。家に連れ戻されたあとも定職には就かず、しょっちゅう発掘へと出かけている。
母親の妙を大の苦手としており、まったく頭が上がらない。妙が鉄兵のいたずらで昏倒していた時には、「いっそ、このまんまいっちまってくれりゃ、気が楽なのになぁ」とも漏らしていた（その直後に「冗談、冗談」と付け加えていた）。またアニメ版の第6話では、「妙がいる限りこの家にはいたくない」と声を荒らげて明泉へ帰ろうとしていた。
上杉忍
声 - 坪井章子
鉄兵の母で、広美の妻。才色兼備で優しく、鉄兵を含む6人の子供たちを分け隔てなく愛している。12年ぶりに再会した鉄兵の素行の悪さに卒倒するも、上杉家の人間として恥ずかしくないよう教育を施す。
忍という名前はアニメ版用に設定されたものであり、原作においては彼女が名前で呼ばれる場面はない。
上杉妙
声 - 京田尚子
鉄兵の祖母で、広美の母。上杉家において絶対的な権力を持つ人物。非常に厳格な性格で、上杉家の人間を厳しくしつける。かなりの高齢にもかかわらず、鉄兵の悪態に激怒してなぎなたで懲らしめようとし、家宝の日本刀を持ち出した鉄兵とチャンバラを繰り広げたこともある強者。鉄兵の大物ぶりを家族の誰よりも先に理解した人物でもある。
妙もまた忍と同様にアニメ版で名前が付けられたキャラクターであり、原作においては名前で呼ばれる場面はない。
上杉憲一
声 - 津村隆
鉄兵の兄。上杉家の長男。東京大学法学部への進学を目指す。
上杉百合子
声 - 川島千代子
鉄兵の姉。桃江の双子の姉。王臨学園高等部に通う。
上杉桃江
声 - 潘恵子
鉄兵の姉。百合子の双子の妹。王臨学園高等部に通う。
上杉義行
声 - 古谷徹
鉄兵の兄。上杉家の次男。東京大学経済学部への進学を目指す。
上杉可奈子
声 - 高坂真琴
鉄兵の妹。王臨学園小学部に通う。鉄兵と広美の出奔後に生まれた。鉄兵の常識外れの行動に上杉家の面々が戸惑う中、唯一懐いている。

### 王臨学園
吉岡
声 - 飯塚昭三
王臨学園剣道部主将。アゴが特徴的で、おだてに乗せられやすい性格。さして強くはない王臨学園剣道部に在籍しつつも、都大会で準優勝をおさめるほどの実力者。鉄兵の編入当時は彼の入部を疎ましく思い、厳しいシゴキを与えて退部を迫ることもあったが、東台寺学園との対校試合でその実力を認め、退学になりそうな彼を何とか学園にとどめようと尽力した。必殺剣は「地ずり八双」。
三浦
声 - 龍田直樹
王臨学園剣道部員。

### 東台寺学園
中城
声 - 池田勝
鉄兵と広美が埋蔵金を発掘していた明泉の学校に通う不良。発掘現場で不穏な動きをしていたことを発端に、鉄兵と激しいケンカを繰り返す。彼が通う養護施設の寮で竹刀を使ってケンカ試合をしたことが、鉄兵が王臨学園の剣道部に入るきっかけとなった。のちに東台寺学園の剣道部員として鉄兵と再会する。
脇坂
東台寺学園剣道部主将。巨体で額にシワ、パンチパーマで自身を「わし」と呼ぶなど、およそ学生とは思えない風貌の持ち主。王臨を退学になった鉄兵を東台寺に引き入れた張本人だが、のちにそのことを大いに後悔する。関東の十傑に数えられる名門の東台寺学園剣道部で主将をつとめるほどの実力者で、試合では鉄兵を秒殺したこともある。普段は冷静だが、頭に血が上ると周りが見えなくなる性格で、鉄兵の試合中のじらしや挑発に翻弄される。
石渡先生
東台寺学園数学教師兼、剣道部部長。角刈りに厳つい顔、やや中年太りの体型が特徴。鉄兵が編入した2年5組（通称・戊組）の担任でもある。剣道六段の有段者で、東台寺剣道部は彼の厳しい指導によってその強さを誇っている。鉄兵を問題児として暴力的なシゴキを与えるが、彼の剣道の実力は認めている。生徒からのあだ名は「カバッチョ」。
田村・津川・権田
東台寺学園生徒。鉄兵と同時期に編入した同級生で、寮でのルームメイトとなる。3人とも平凡かつ良識的な生徒で、編入当初は鉄兵の型破りな性格に戸惑っていたが、学園生活を続けるうちに互いの理解を深めていく。なお津川は作品に登場した当初は「磯田」という名前だった。
加納
東台寺学園中等部2年5組生徒。長身で老け顔の男。まともに進級していれば高校を卒業している年齢の落第生｡戊組の番長的存在で、編入してきたお調子者の鉄兵を痛めつけようとするも、返り討ちに遭うこと二度。鉄兵が剣道部で活躍する姿を見ていくうちに確執は消え、よき友人の一人となった。寝返りを打たず、寝息も聞こえないほど寝相がいいが、時々夜尿することをクラスメイトのパッチにこっそり暴露されている。
但馬
東台寺学園中等部2年5組級長。ずんぐりと太った体に丸メガネが特徴。加納と同級の落第生で、かつては脇坂とも同級生だった。穏やかな性格で、鉄兵の戊組での最初の友人となる。フリードリヒ・ニーチェの『ツァラトゥストラはかく語りき』を愛読しているため、仲間から「ニーチェ」と呼ばれている。
パッチ
東台寺学園中等部2年5組生徒。黒いアイパッチがトレードマークで、そのあだ名で呼ばれている。鉄兵の剣道部での活躍を応援する脇役キャラクターだったが、加納らとともに学園火災事件に巻き込まれて停学となり、鉄兵たちの埋蔵金発掘に参加する。

### ライバルたち
菊池文武
新里工業中等部3年生。坊主頭で背が高く、鉄兵に「塩ラッキョ」とあだ名された。剣道の名門・鹿島円道流道場の出身で、中学2年で全国ベスト4に入るほどの腕を持つが、おごり高ぶった性格で、出場する関東大会と鉄兵の存在を見下していた。作中での鉄兵の最大のライバルとなる存在で、関東大会の団体戦・個人戦の決勝戦で死闘を繰り広げた。必殺剣は「風車」「木の葉落とし」など。

## アニメ版
1977年9月12日から1978年3月27日までフジテレビ系列局および日本テレビ系列のテレビ岩手で放送。日本アニメーションとフジテレビの共同製作。全28話。日本アニメーションがクレジットされているが、実制作はシンエイ動画が担当している。KC版の単行本第8巻までのストーリーで構成され、原作にはないエピソードやオリジナルキャラクターが多数追加されている。人気漫画のアニメ化となったが視聴率は低迷し、28話で終了となった。

### アニメオリジナル登場人物
- 小畑 - 松岡洋子

### スタッフ
- 演出 - 長浜忠夫、吉田茂承
- 製作 - 本橋浩一
- プロデューサー - 大場伊紘、別紙壮一
- レイアウト - 大塚康生、芝山努
- 美術監督 - 川本征平
- 撮影監督 - 小山信夫、清水達正
- 録音監督 - 松浦典良
- 音楽 - 渡辺宙明
- 文芸 - 松岡清治
- キャラクターデザイン - 楠部大吉郎
- 作画監督 - 楠部大吉郎、本多敏行、富永貞義
- 録音 - 新坂録音
- 整音 - 中戸川次男
- 効果 - 柏原満
- 編集 - 越野寛子
- 現像 - 東京現像所
- 制作担当（アニメーション制作） - シンエイ動画
- 制作デスク - 真田芳房
- 制作協力 - 東京アニメーションフィルム（撮影）、アトリエローク（背景）、オーディオ プランニングユー（音響）
- 企画・制作 - 日本アニメーション
- 制作 - フジテレビジョン

### 主題歌
オープニングテーマ - 「おれは鉄兵」
作詞 - 保富康午 / 作曲・編曲 - 渡辺宙明 / 歌 - 藤本房子、こおろぎ'73、コロムビアゆりかご会
エンディングテーマ - 「カニさんカニさん」
作詞 - ちばてつや、保富康午 / 作曲・編曲 - 渡辺宙明 / 歌 - 藤本房子、こおろぎ'73、コロムビアゆりかご会
原作で鉄兵がよく口ずさんでいたフレーズを、ちばが保富との共作という形でエンディング用に作詞しなおしたものである。

### 各話リスト
| 話数 | サブタイトル                   | 脚本             | 絵コンテ   | 放送日         |
| ---- | ------------------------------ | ---------------- | ---------- | -------------- |
| 1    | なぞのガキ大将                 | 松岡清治         | 座間一     | 1977年 9月12日 |
| 2    | 父と子の秘密                   | 松岡清治         | 福冨博     | 9月19日        |
| 3    | ダイナマイトと埋蔵金           | 雪室俊一         | 吉田茂承   | 9月26日        |
| 4    | 樅ノ木学園の対決               | 雪室俊一         | 奥田誠治   | 10月3日        |
| 5    | さらば明泉の町                 | 雪室俊一         | 小華和為雄 | 10月10日       |
| 6    | 十二年目の再開                 | 吉田喜昭         | 高田元之   | 10月17日       |
| 7    | 上杉家の亡霊                   | 吉田喜昭         | 吉田茂承   | 10月24日       |
| 8    | いくぜトマト剣法               | 松岡清治         | 吉田茂承   | 10月31日       |
| 9    | 学校はおれの遊び場             | 雪室俊一         | 小華和為雄 | 11月7日        |
| 10   | 泣いてうれしい大暴れ           | 吉田喜昭         | 出﨑哲     | 11月14日       |
| 11   | 運動部のきらわれ者             | 吉川惣司         | 吉田茂承   | 11月21日       |
| 12   | しごきって楽しいね             | 吉川惣司         | 生頼昭憲   | 11月28日       |
| 13   | 小さな恋人上京す               | 雪室俊一         | 中原誠     | 12月5日        |
| 14   | 放課後三本勝負                 | 雪室俊一         | 吉田茂承   | 12月12日       |
| 15   | けんかならまかせてよ           | 吉田喜昭         | 小華和為雄 | 12月19日       |
| 16   | やったぜけんか剣法             | 吉田喜昭         | 小林治     | 12月26日       |
| 17   | サインはもうたくさん           | 松岡清治         | 吉田茂承   | 1978年 1月9日  |
| 18   | やめてたまるか剣道部           | 雪室俊一         | 椛島義夫   | 1月16日        |
| 19   | いかすぜ曽根じいちゃん         | 吉川惣司         | 近藤喜文   | 1月23日        |
| 20   | カワイコちゃんとエイヤットウ!! | 吉川惣司         | 高橋潤一   | 1月30日        |
| 21   | オヤジの脱出大作戦             | 吉田喜昭         | 生頼昭憲   | 2月6日         |
| 22   | 帰ってきた暴れん坊             | 吉田喜昭         | 福冨博     | 2月13日        |
| 23   | 合宿って楽しいな！             | 吉田喜昭         | 吉田茂承   | 2月20日        |
| 24   | おにぎり食ってがんばろう！     | みづいでこういち | 生頼昭憲   | 2月27日        |
| 25   | どっこい、生きてるぜ!          | 大島武豊         | 高橋潤一   | 3月6日         |
| 26   | 対抗試合はもらった！           | 吉田喜昭         | 福冨博     | 3月13日        |
| 27   | 八方破れでおしまくれ           | みづいでこういち | 福冨博     | 3月20日        |
| 28   | やったぜ鉄兵トンボ剣法！       | 吉田喜昭         | 芝山努     | 3月27日        |

### 放送局
- フジテレビ：月曜 19:00 - 19:30
- テレビ岩手：火曜 18:00 - 18:30（1978年3月まで） → 火曜 17:30 - 18:00（1978年4月から） [9] [10]
- 山形テレビ：水曜 18:00 - 18:30[11] [12]
- 仙台放送：月曜 19:00 - 19:30[13]
- 福島テレビ（1979年1月から放送）：月曜 - 金曜 17:00 - 17:30[14]
- 新潟総合テレビ：月曜 17:20 - 17:48[15]
- 長野放送：金曜 18:00 - 18:30 [16]
- 富山テレビ：月曜 16:50 - 17:20[17]
- 石川テレビ：土曜 18:00 - 18:30（1977年10月15日から）[18]
- テレビ熊本：月曜 18:00 - 18:30[19]
- 鹿児島テレビ：月曜 17:50 - 18:20[19]

### 収録メディア
2014年9月26日にTCエンタテインメントから本作を収録した『想い出のアニメライブラリー 第25集 おれは鉄兵 DVD-BOX デジタルリマスター版』が発売された。サウンドトラックは、2015年4月29日に日本コロムビアから『おれは鉄兵 オリジナルサウンドトラック』が発売された（初商品化）。